# 默尔恩 (梅克伦堡-前波美拉尼亚州)
默尔恩（德語：Mölln）是德国梅克伦堡-前波美拉尼亚州的市镇，隶属于梅克伦堡湖区县，总面积为29.69平方千米，截至2020年总人口为529人。